# Kinyras

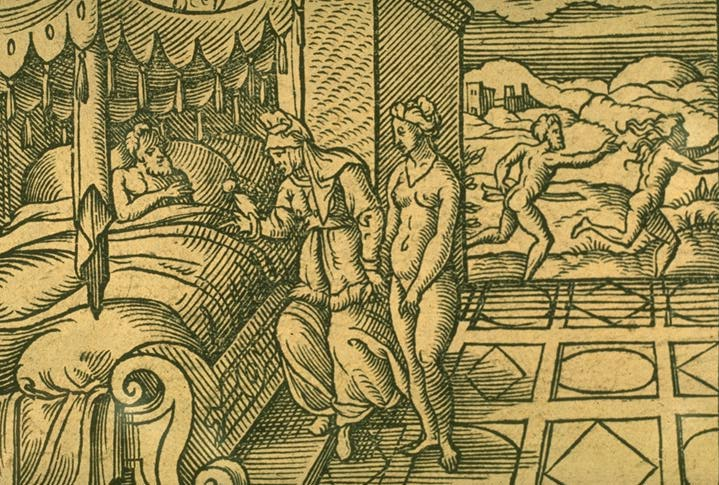
Myrrha and Kinyras. Holzschnitt von Virgil Solis für Ovids Metamorphosen, 1569.

Kinyras (altgriechisch Κινύρας Kinýras) ist eine Person der griechischen Mythologie. Der Name gehört zur semitischen Konsonantenwurzel knr, ebenso wie die biblische Leier Kinnor. Zeitweilig galt Kinyras als Musiker; seine enge Beziehung zu Orpheus und Thamyris weist ihn als Leierspieler aus.

## Mythos
Nach Ovids Metamorphosen war er der Sohn der Paphos, Enkel des Pygmalion und ein König von Zypern. Seine Frau war Kenchreis, ihre Tochter die wunderschöne Myrrha.
Viele Verehrer hielten um Myrrhas Hand an, aber sie hatte sich in ihren eigenen Vater verliebt. Verzweifelt beschloss sie, sich mit ihrem Gürtel zu erhängen, wurde aber von ihrer treuen Amme davon abgehalten. Nachdem sie dieser ihre fleischliche Liebe für ihren Vater gestanden hatte, versprach die Amme, ihr zu helfen. Während Kenchreis an einem Fest für Ceres teilnahm, bei dem sich die Gläubigen neun Tage und Nächte lang der Liebe und der Berührung durch Männer enthalten mussten, erzählte die Amme dem betrunkenen König von einem Mädchen, das sich in ihn verliebt habe. Kinyras hieß sie, das Mädchen zu ihm zu bringen.
Myrrha hatte schlechte Vorahnungen, strauchelte dreimal auf dem Weg und hörte dreimal den unglücksbringenden Schrei der Eule. Trotz dieser schlechten Vorzeichen schlich sie sich in der Nacht zu ihrem Vater, geleitet von der Amme, die sie in der Dunkelheit dem König darbot. Sie schlief auch in der folgenden Nacht mit ihm, aber schließlich entzündete der neugierige König eine Lampe und musste seine eigene Tochter in seinem Bett vorfinden! Er zog sein Schwert, um die unnatürliche Tochter zu töten, aber sie entfloh.
Sie wanderte, verzweifelt und von Reue geplagt, nach Osten, jenseits der palmenbestandenen Länder von Arabae und den Feldern der sagenhaften Insel Panchaea, neun Monate lang. Schließlich erreichte sie, hochschwanger, Sabaea und betete um eine andere Natur. Die Götter erhörten ihr Gebet und verwandelten sie in einen Baum.
Bei Ovids Darstellung der Arachne tötete Kinyras seine Tochter und beweinte sie dann auf den Marmorstufen des Tempels, während in seiner Erzählung über Myrrha die Tochter vom Versuch der Selbsttötung abgehalten wird und flieht, doch schließlich ihrem Wunsch entsprechend von den Göttern in die Myrrhe verwandelt wird. Adonis, der Sohn von Kinyras und Myrrha, rächte das tragische Geschick seiner Mutter an Aphrodite, indem er sie mit unerwiderter Liebe erfüllte.
Bei Homer wird lediglich berichtet, dass Kinyras auf das Gerücht über einen bevorstehenden Feldzug der Griechen gegen Troja hin Agamemnon einen Brustpanzer als Gastgeschenk gibt, den dieser im Kampf trägt.
Bei Pindar war Kinyras ein Liebling Apolls und Priester der Aphrodite. Nach der Bibliotheke des Apollodor kam Kinyras aus Kelenderis in Kilikien. Er segelte mit seinen Getreuen nach Zypern und gründete dort die Stadt Paphos. Er versprach einer aus Menelaos, Odysseus und Talthybios bestehenden griechischen Gesandtschaft, 50 Schiffe für den Krieg gegen Troja zu stellen, schickte jedoch nur eines und formte die anderen 49 samt ihrer Besatzung aus Ton und erfüllte so den Wortlaut, wenn auch nicht den Sinn seines Eides. Seine Frau war Metharme, die Tochter des Königs Pygmalion. Ihre Kinder waren Oxyporos, Adonis, Orsedike, Laogore und Braesia. Die Töchter zogen sich den Zorn Aphrodites zu, ließen sich mit Ausländern ein und endigten ihr Leben in Ägypten.
Nach Strabon hatte Kinyras einen Palast in Byblos. Eusthatios berichtet in seinem Homer-Kommentar, dass Kinyras der Sohn des Theias war, eines reichen zypriotischen Königs, der die Danäer mit Nahrungsmitteln versorgte und ihnen versprach, Viktualien nach Troja zu liefern. Als er dies verabsäumte, wurde er von Agamemnon verflucht. Er forderte Apollo zu einem Sangeswettstreit heraus, was er, wie Marsyas, nicht überlebte. Seine fünfzig Töchter stürzten sich daraufhin ins Meer und wurden zu Eisvögeln.
Nach Plinius war Kinyras der Erfinder der Keramik, des Erzabbaus, der Zange, des Hebels sowie des Ambosses.

## Vorbilder
Nach John Pairman Brown ist Kinyras mit dem aramäischen Kuthar und dem ugaritischen Kothar, dem göttlichen Schmied gleichzusetzen. Diese Gleichsetzung findet sich in einem Text von Melito von Sardes, einem frühen Apologeten aus dem 2. Jahrhundert und wird von Plinius bestätigt.